# Скворцов, Иван Николаевич
Ива́н Никола́евич Скворцо́в (1817 — 8 (20) апреля 1882) — русский государственный деятель.

## Биография
Выходец из дворян Санкт-Петербургской губернии, православного вероисповедания.
Воспитывался в Пажеском корпусе.

### Семья
Жена: Софья Рубенау, дочь статского советника.
Дети:
- Ольга (1847) — жена сувалковского вице-губернатора. В 1899 году переписывала дневник отца для публикации в журнале «Русская старина». В письме И. П. Корнилову[1] она намекала на какие-то преследования отца А. Л. Потаповым[2], доносы и поклёпы[3].
- Мария (1849)
- Надежда (1852)
- Наталия (1855)
- Любовь (1859)
- Иван (1862)

### Служба
В 1835 году поступил на службу в звании прапорщика в лейб-гвардии Семёновский полк.
18 (30) августа 1837 получил звание подпоручика, в 1840 году — поручика.
16 (28) октября 1843 произведён в штабс-капитаны, 23 марта (4 апреля) 1848 — в капитаны.
19 (31) марта 1848 приказом по Корпусу жандармов назначен штаб-офицером в Херсонскую губернию, но 23 марта (4 апреля) 1848 перемещён штаб-офицером в Подольскую губернию.
1 (13) октября 1851 назначен штаб-офицером в Ковенскую губернию.
В 1853 году произведён в полковники.
14 (26) апреля 1863 за отличную службу награждён бриллиантовым перстнем с вензелем императора.
3 (15) июня 1863 назначен исполняющим должность начальника 4-го (Виленского) округа жандармов.
8 (20) июня 1863 за отличную службу произведён в генерал-майоры.
Указом Александра II от 21 июля (2 августа) 1863 был назначен военным губернатором города Гродно и гродненским гражданским губернатором.
В период подавления восстания 1863—1864 годов действовал согласно идейным установкам М. Н. Муравьёва.
7 (19) сентября 1863 были разбиты остатки отряда В. Врублевского, пробиравшегося в Королевство Польское.
По делу графа Старжинского, подавшего в июне 1863 года записку по крестьянскому делу, уволил всех причастных мировых посредников польского происхождения и заменил их лицами русского происхождения, а лиц, допустивших в своих прошениях неуместные или оскорбительные для правительства выражения, предал суду. Для проверки действий мировых посредников первого призыва, составлявших уставные грамоты, слишком выгодные для помещиков и невыгодные для крестьян, были назначены поверочные комиссии. Благодаря губернатору последние окончили свою деятельность в течение двух лет: были рассмотрены все выкупные акты и основания, послужившие для их составления; обращено также внимание на крестьянское самоуправление.
В 1864 году Скворцов способствовал строительству каменной ограды вокруг православного кладбища в Гродно.
В 1864—1868 годах занимался проблемой жителей Рыбацкой слободки и Госпитального переулка Гродно, страдавших от половодий: были построены два обводных канала во избежание подмыва водой Замковой горы, верх которой должны были укрепить посадками ивы и акации. Госпитальный переулок был перепланирован, вымощен булыжником, промоины засыпаны.
18 (30) сентября 1865 генерал-губернатор фон Кауфман предложил Скворцову закрыть Гродненский доминиканский костёл, а здание его перестроить в православную церковь при Гродненской гимназии.
22 октября (3 ноября) 1865 костёл был закрыт, а его имущество принято гродненским деканом и архидьяконом Гинтовтом.
«Строго русский человек» (по словам историка М. Кояловича) обратил внимание на разрушающуюся Борисоглебскую церковь, привлёк к делу её восстановления инженеров 9-го инженерного округа.
В кабинете губернатора висела гравюра Маттиса Цюндта, на которой были изображены православные храмы.
Являлся почётным гражданином Гродно (1865).
Царским указом от 13 (25) января 1868 по собственному прошению уволен с должности с зачислением в запасные войска.
В 1874 году в звании генерал-лейтенанта состоял при Главном штабе.

## Награды
- Орден Святой Анны 2 степени (1851)
- Знак отличия за XV лет беспорочной службы (1853)
- Орден Святой Анны 2 степени с короной (1855)
- Знак отличия за XX лет беспорочной службы (1857)
- Орден Святого Владимира 4 степени (1858)
- Орден Святого Владимира 3 степени (1861)
- Орден Святого Станислава 1 степени (1864)
- Бронзовая медаль в память Крымской войны 1853—1856 годов
- Медаль в память подавления восстания 1863—1864 годов